# Rhiscosoma alpestre
Rhiscosoma alpestre är en mångfotingart som beskrevs av Robert Latzel 1884. Rhiscosoma alpestre ingår i släktet Rhiscosoma och familjen Attemsiidae. Inga underarter finns listade i Catalogue of Life.